# Kanaal Bergen-Condé

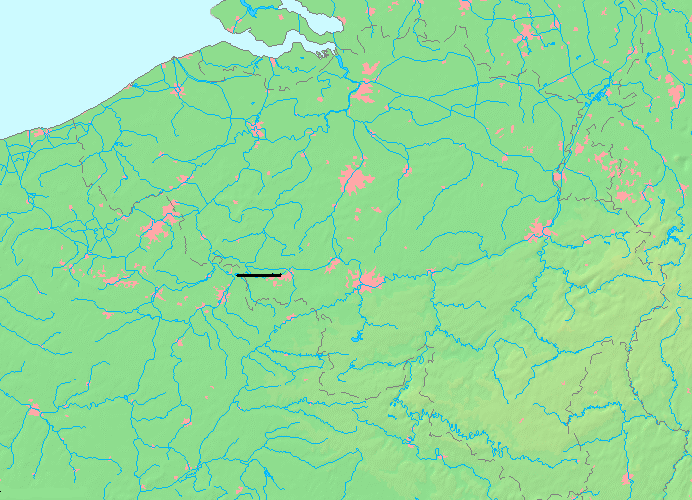
Locatie van het gedempte kanaal

Het Kanaal Bergen-Condé werd aangelegd tussen 1807 en 1818 om het mijnbekken van de Borinage van een betere verbinding te voorzien met de Schelde. 
Voor de aanleg van het kanaal werd de deels gekanaliseerde Hene gebruikt om de steenkool af te voeren richting Scheldebekken maar de capaciteit van dit riviertje was echter te beperkt om aan de stijgende trafiek te voldoen. In het dichtbevolkte Vlaanderen was immers een grote behoefte aan de brandstof. Met het nieuwe kanaal werd hiervoor de oplossing gevonden.
Na de inlijving van België door Frankrijk nam de vraag naar steenkool sterk toe. Verder had Napoleon Bonaparte plannen om Engeland aan te vallen waardoor efficiënt transport naar de militaire kampen bij de havens aan de kust noodzakelijk was. In 1807 werd met de aanlag begonnen. Toen de Fransen waren verslagen en Willem I aan de macht kwam, was het kanaal nagenoeg klaar. Alleen in Frankrijk moesten nog twee sluizen worden gebouwd.
In 1818 kwam het kanaal gereed, het was 26 kilometer lang en telde in totaal zeven schutsluizen. De sluiskolken waren 53,5 meter lang en 5,0 meter breed. Schepen met een maximaal laadvermogen van 220 ton konden er gebruik van maken. Omstreeks 1830 werd de eerste bovengrondse paardenspoorlijn in België aangelegd. De eigenaar van de grote kolenmijn Le Grand-Hornu was de opdrachtgever om de steenkool naar het kanaal te transporteren. Het kanaal werd druk bevaren, op het hoogtepunt werden in Bergen jaarlijks 30.000 schepen geteld en het was daarmee een van de drukst punten van het Belgische vaarwegennet.
Na de Slag bij Waterloo deed zich echter een politiek probleem voor: het kanaal lag voortaan in twee landen en de vrije doorvaart naar de Schelde was daarom niet langer gegarandeerd. Koning Willem I besloot daarom al snel een nieuw kanaal, geheel over Belgisch grondgebied, aan te leggen. Het Kanaal Pommerœul-Antoing boog bij Pommerœul (net voor de Franse grens) af richting Antoing bij Doornik.
Het kanaal bleef in gebruik en werd in 1880 verruimd waardoor schepen met een laadvermogen van 300 ton de vaarweg konden gebruiken. Omstreeks 1990 werd het kanaal voor de scheepvaart gesloten.

## Tegenwoordig
De sectie Bergen-Pommerœul wordt niet meer gebruikt voor de scheepvaart. Het dient nu enkel als waterafvoer. Het traject is nog duidelijk herkenbaar langsheen het kaarsrechte traject van de E19-A7 autosnelweg tussen Bergen en Pommeroeul die er grotendeels langsheen werd gebouwd. Een ander merkwaardig restant van dit verleden is het internaat voor schipperskinderen te Saint-Ghislain (met 2-talig opschrift) dat destijds nabij het kanaal stond, maar nu pal naast de snelweg ligt.
De sectie Pommerœul-Condé maakt tegenwoordig deel uit van het Kanaal Pommerœul-Condé, middels een nieuwe aftakking van het Kanaal Nimy-Blaton-Péronnes ter hoogte van Pommerœul, en zou worden opgewaardeerd. Dit is echter nog steeds niet gebeurd aan de Franse zijde en door een verzanding is de sectie zelfs buiten gebruik geraakt.
Het Kanaal Pommerœul-Antoing is ondertussen ook in onbruik geraakt en vervangen door het Kanaal Nimy-Blaton-Péronnes.

## Naslagwerk
- (fr)   Cercle histoire Saint-Ghislain De Mons à Condé. Un canal et des hommes (1807-1968)